# طائرة هجوم أرضي

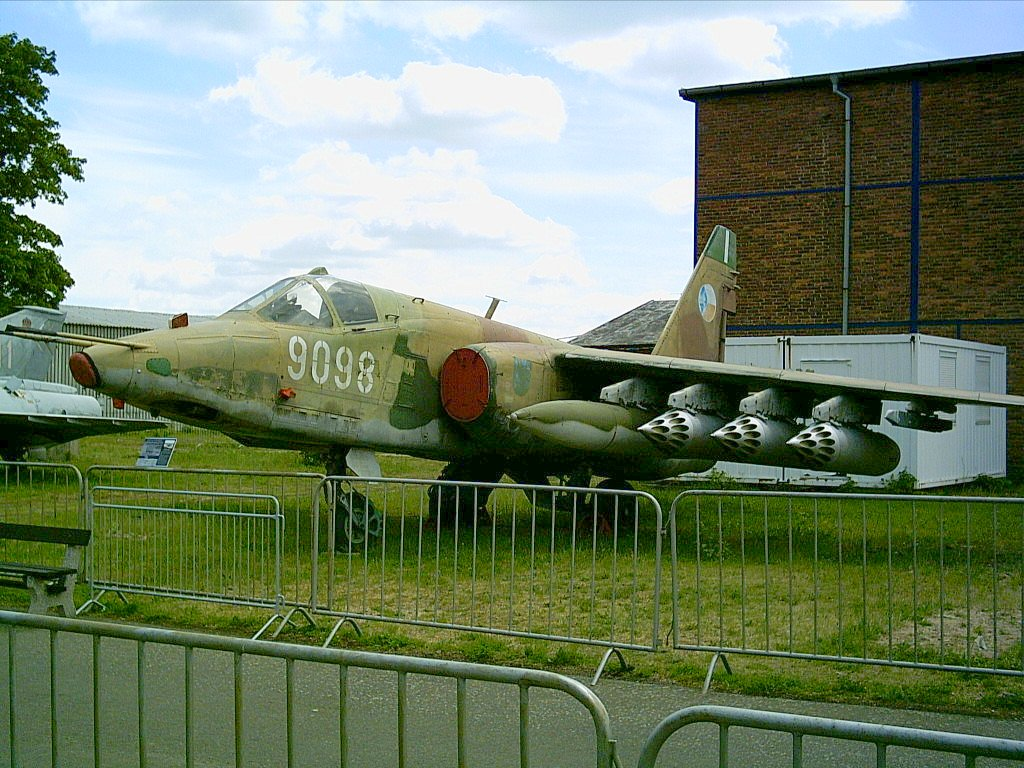
طائرة الهجوم الأرضي سوخوي سو - 25.

طائرة هجوم أرضي هي طائرة عسكرية غرضها تنفيذ هجمات وغارات علي أهداف أرضية. كثيرا ما تستخدم في عمليات الدعم الجوي القريب. من ذلك النوع الطائرتان الأمريكيتان إيه - 10 ثاندر بولت الثانية ولوكهيد ايه سي-130، والسوفيتية سوخوي إس يو - 25.
و لأنها مصممة لعمليات الدعم الجوي القريب؛ فدورها يكون تكتيكي أكثر من كونه إستراتيجي. بمعني أنها تهاجم أهداف خط المعركة الأول أكثر من مهاجمتها لأهداف في قلب أرض العدو. لذلك فهي عادة تحت أمرة نفس القيادة التي تدير القوات في أرض المعركة وليس تحت قيادة سلاح الجو الطائرة لها أهمية كبيرة في الحروب فهي تصيب الهدف اصابة بالغة